# Faculté de médecine et de pharmacie de Laâyoune
La Faculté de Médecine et de Pharmacie de Laâyoune (FMP-Laâyoune) est une faculté marocaine de médecine publique située à Laâyoune, créée le 1er octobre 2021. Affiliée à l'université Ibn Zohr, elle est la plus jeune des facultés de médecine du pays,. 
Elle est destinée à accueillir également les étudiants originaires des provinces de Tan-Tan, Sidi Ifni, Tarfaya, Guelmim, Aousserd, Oued Eddahab, Es-Semara, Boujdour et Assa-Zag.